# Serie A1 1977-1978 (pallacanestro maschile)
Il campionato di Serie A1 di pallacanestro maschile 1977-1978 è stato il cinquantaseiesimo organizzato in Italia.

## Stagione regolare

### Classifica
|  |     | Classifica stagione regolare 1977-1978 | Pt | G  | V  | P  | PF   | PS   |
|  | --- | -------------------------------------- | -- | -- | -- | -- | ---- | ---- |
|  | 1.  | Mobilgirgi Varese                      | 36 | 22 | 18 | 4  | 2015 | 1820 |
|  | 2.  | Gabetti Cantù                          | 34 | 22 | 17 | 5  | 1979 | 1834 |
|  | 3.  | Sinudyne Bologna                       | 34 | 22 | 17 | 5  | 1998 | 1855 |
|  | 4.  | Xerox Milano                           | 26 | 22 | 13 | 9  | 2062 | 2044 |
|  | 5.  | Perugina Jeans Roma                    | 24 | 22 | 12 | 10 | 1799 | 1772 |
|  | 6.  | Cinzano Milano                         | 22 | 22 | 11 | 11 | 1937 | 1859 |
|  | 7.  | Pagnossin Gorizia                      | 20 | 22 | 10 | 12 | 1933 | 1968 |
|  | 8.  | Brill Cagliari                         | 18 | 22 | 9  | 13 | 1903 | 2017 |
|  | 9.  | Canon Venezia                          | 14 | 22 | 7  | 15 | 1848 | 1960 |
|  | 10. | Emerson Genova                         | 12 | 22 | 6  | 16 | 1813 | 1976 |
|  | 11. | Alco Bologna                           | 12 | 22 | 6  | 16 | 1795 | 1908 |
|  | 12. | Fernet Tonic Bologna                   | 12 | 22 | 6  | 16 | 1910 | 1979 |

Le ultime sei della regular season, disputano i gironi di classificazione con le classificate dal 3 al 12º posto della A2.

## Seconda fase

### Gironi di qualificazione

#### Poule Scudetto A
|  |    | Classifica Poule Scudetto A | Pt | G | V | P | PtF | PtS |
|  | -- | --------------------------- | -- | - | - | - | --- | --- |
|  | 1. | Mobilgirgi Varese           | 12 | 6 | 6 | 0 | 533 | 457 |
|  | 2. | Sinudyne Bologna            | 6  | 6 | 3 | 3 | 511 | 497 |
|  | 3. | Perugina Jeans Roma         | 6  | 6 | 3 | 3 | 486 | 484 |
|  | 4. | Sapori Siena                | 0  | 6 | 0 | 6 | 506 | 598 |

#### Poule Scudetto B
|  |    | Classifica Poule Scudetto B | Pt | G | V | P | PtF | PtS |
|  | -- | --------------------------- | -- | - | - | - | --- | --- |
|  | 1. | Gabetti Cantù               | 10 | 6 | 5 | 1 | 570 | 539 |
|  | 2. | Althea Rieti                | 8  | 6 | 4 | 2 | 539 | 519 |
|  | 3. | Xerox Milano                | 6  | 6 | 3 | 3 | 531 | 537 |
|  | 4. | Cinzano Milano              | 0  | 6 | 0 | 6 | 484 | 529 |

## Play-off
|  | Semifinali        | Semifinali        | Semifinali | Semifinali | Semifinali |  |  | Finale            | Finale            | Finale | Finale | Finale |  |
|  |                   |                   |            |            |            |  |  |                   |                   |        |        |        |  |
|  | Gabetti Cantù     | Gabetti Cantù     | 83         | 83         | 79         |  |  |                   |                   |        |        |        |  |
|  | Sinudyne Bologna  | Sinudyne Bologna  | 73         | 100        | 90         |  |  | Sinudyne Bologna  | Sinudyne Bologna  | 61     | 69     | 78     |  |
|  | Mobilgirgi Varese | Mobilgirgi Varese | 80         | 83         | 93         |  |  | Mobilgirgi Varese | Mobilgirgi Varese | 93     | 67     | 94     |  |
|  | Althea Rieti      | Althea Rieti      | 68         | 84         | 77         |  |  |                   |                   |        |        |        |  |

## Verdetti
- Campione d'Italia:  Mobilgirgi Varese

Formazione: Bob Morse, Charlie Yelverton, Stefano Bechini, Fabio Colombo, Riccardo Caneva, Dino Meneghin, Ivan Bisson, Antonio Campiglio, Marco Dellacà, Aldo Ossola, Enzo Pozzati, Marino Zanatta, Carlo Rossetti, Edoardo Rusconi, Diego Tosarini. Allenatore: Nico Messina.
- Retrocessioni in Serie A2: Emerson Genova, Brill Cagliari e Pagnossin Gorizia.